# (32909) 1994 TS
1994 TS (asteroide 32909) é um asteroide da cintura principal. Possui uma excentricidade de 0.17055140 e uma inclinação de 1.33063º.
Este asteroide foi descoberto no dia 2 de outubro de 1994 por Kin Endate e Kazuro Watanabe em Kitami.